# Eco.ch
eco.ch ist ein gesamtschweizerischer Verein, welcher 2006 von 15 Trägern gegründet wurde, um Projekte zu fördern, die der Erhaltung und nachhaltigen Nutzung der Natur dienen. Das Hauptprojekt des Vereins ist die Unterstützung des Forums eco.ch, einer jährlichen Dialog- und Kommunikationsplattform, bestehend aus drei Veranstaltungen: eco.naturkongress, eco.festival und die Verleihung der Schweizer Nachhaltigkeitspreise prix eco.ch.

## Geschichte
Der Verein entstand 2006 unter dem Namen „Verein Beirat NATUR“. Die Gründungsmitglieder waren vor allem im Bereich Natur- und Umweltschutz aktiv. Später traten neue Mitglieder wie Max Havelaar oder Swisscleantech bei, deren Tätigkeitsbereiche vermehrt in der sozialen und wirtschaftlichen Nachhaltigkeit liegen. Die Erweiterung des thematischen Mitgliederspektrums mündete 2014 in einer Umbenennung des Vereins von „Verein Beirat NATUR“ in „eco.ch“. Die Geschäftsstelle von eco.ch wird von dem Basler Unternehmen ecos AG betreut.
Im Frühjahr 2017 verabschiedete der Verein eco.ch seine Leitsätze. Die Leitsätze sollen zusätzliche identitätsstiftend wirken und das Netzwerk von eco.ch und die Ziele deutlicher kenntlich machen.

## Trägerschaft
Die Trägerschaft des Vereins ist breit aufgestellt. Die wichtigsten und bekanntesten Schweizer Umweltorganisationen, Verbände und Behörden im Bereich der Nachhaltigkeit sind Mitglieder des Vereins eco.ch. Die Mitglieder (Gründungsmitglieder gekennzeichnet mit *) des Vereins sind:
- WWF*
- Greenpeace*
- Pro Natura*
- Bio Suisse
- Max Havelaar
- PUSCH
- SCNAT*
- Swisscleantech
- Universität Basel*
- Pro Specie Rara*
- WSL*
- Öbu
- Naturhistorisches Museum Basel
- Stiftung Landschaftsschutz Schweiz*
- Schweizer Familiengärtner Verband
- World Resources Forum
- eawag
- Birdlife*
- Schweizerische Vogelwarte Sempach*
- Zoo Schweiz*
- Kanton Basel-Stadt*
- Kanton Basel-Land*
- Bundesamt für Umwelt*
- Bundesamt für Raumentwicklung
- Bundesamt für Landwirtschaft*

## Aktivitäten
Das zentrale Element von eco.ch sind die jährlich stattfindenden öffentlichen Veranstaltungen zu diversen Nachhaltigkeitsthemen. Seit der Gründung des Vereins vor zehn Jahren findet jährlich der eco.naturkongress statt. Auch das eco.festival und die Preisverleihung der Schweizer Nachhaltigkeitspreise (ehemals prix eco.swisscanto verliehen auf der eco.gala) finden im Jahresturnus statt.
Im Jahr 2015 wurde anlässlich des Jahresthemas der Suffizienz die Kampagne „Was wäre ich mit weniger mehr?“ gestartet.

### eco.naturkongress
Der eco.naturkongress, Schweizer Nachhaltigkeitskongress, findet seit 2006 jährlich statt. Die Themen waren:
- 2020: Biodiversität in der Krise – Agenda Setting für mehr Natur[9]
- 2017: Wasserschloss Schweiz in Gefahr[10]
- 2016: Welternährung und die Schweiz[11]
- 2015: Gute Leben mit Suffizienz gegen die Verschwendung[12]
- 2014: Mehr Mobilität dank weniger Verkehr[13]
- 2013: Natur und Kultur – Die Zukunft, die wir wollen![14]
- 2012: Landschaft im Spannungsfeld von Schutz und Nutzung[15]
- 2011: Natur und Konsum[16]
- 2010: Biodiversität – unsere Zukunft[17]
- 2009: Die Natur der Energie – die Energie der Natur[18]
- 2008: Forschen, lernen, handeln[19]
- 2007: Wachstum in Natur und Wirtschaft
- 2006: Der Wert der Natur[20]

### eco.festival
Das eco.festival (ehemals NATUR Messe) ist ein öffentliches Fest der Nachhaltigkeit. Die NATUR Messe fand bis 2014 während der muba statt, seit 2015 findet das eco.festival in der Basler Innenstadt statt.

### Schweizer Nachhaltigkeitspreis – prix eco.ch
Der Schweizer Nachhaltigkeitspreis, prix eco.ch (ehemals prix eco.swisscanto bzw. prix NATURE swisscanto), wird seit 2010 in zwei und seit 2011 in drei Kategorien verliehen. Die Kategorien sind Hauptpreis, Hoffnungsträger und Generation Zukunft.
Preisträger Hauptpreis
- 1. Platz: Eawag-Projekt "Gravit'eau", 2. Platz: "AquAero", 3. Platz: "Viva con Agua"[22]
- Klimaschutzstiftung myclimate[23]
- Anton Gunzinger, Professor an der ETH Zürich und Gründer der Firma Supercomputing Systems AG[24]
- Patrick Hohmann, Gründer und CEO der Firma Remei[25]
- Mathis Wackernagel, Global Footprint Network[26]
- Urs Niggli, ehemaliger Direktor des Forschungsinstituts für biologischen Landbau FiBL[27]
- Tobias Meier, Helvetas[28]

Preisträger Hoffnungsträger
- Ernst Bromeis, Wasserbotschafter und Extremschwimmer[29]
- Rebecca Clopath, Naturköchin (2016)[30]
- Sina, Sängerin (2015)[31]
- Steff La Cheffe, Schweizer Rapperin (2014)[32]
- Endo Anaconda, Stiller Haas (2013)[26]
- Simone Niggli-Luder, OL-Weltmeisterin (2012)[27]
- Stress, Sänger/Rapper (2011)[26]
- Bertrand Piccard, Solarpionier (2010)[33]

Preisträger Generation Zukunft:
- Audric de Campeau, CitizenBees (2015)[34]
- Stephan Sigg, Kinderbuchautor (2014)[35]
- weAct (2013)[36]
- Nicolas Ecabert, EcaVert (2012)[27]
- Roman Gaus, Urban Farmers (2011)
- Andreas Wirz, Solafrica (2010)[37]